# Julia Knight

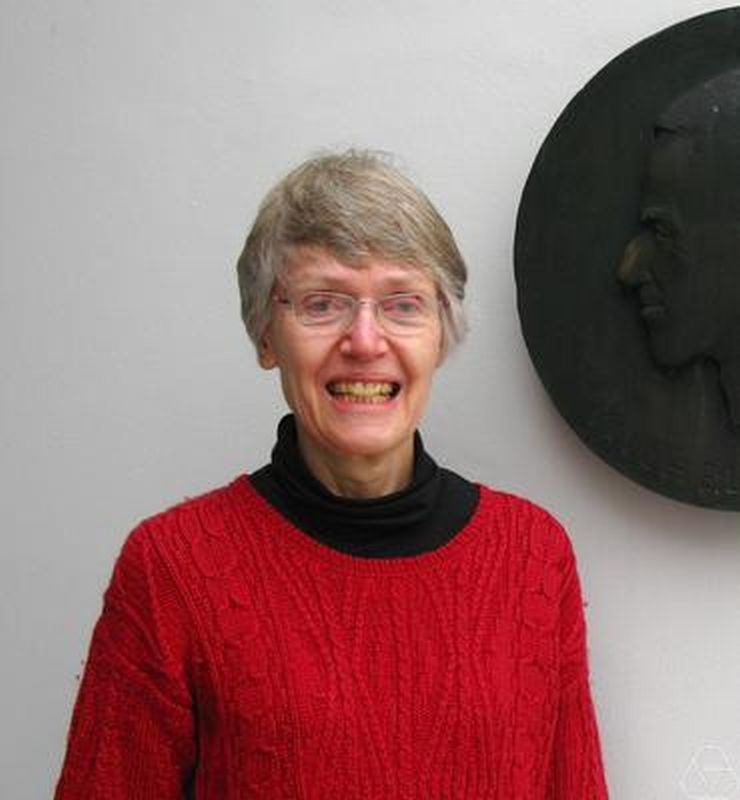
Julia Knight, Oberwolfach 2012

Julia Frandsen Knight (nascida Julia Frandsen) é uma matemática estadunidense, professora de matemática da Universidade de Notre Dame.
Estudou na Universidade do Estado de Utah com o bacharelado em 1964, obtendo em 1972 um doutorado na Universidade da Califórnia em Berkeley, orientada por Robert Lawson Vaught, com a tese Some Problems in Model Theory. É desde 1977 professora da Universidade de Notre Dame, onde tem a cátedra Charles L. Huisking Professor de matemática.
Knight trabalha com teoria dos modelos e teoria da computabilidade.
Em 2014 apresentou a Gödel Lecturer e em 2015 a Tarski Lectures. Em 2012 foi eleita fellow da American Mathematical Society.
É desde 1967 casada com William Knight.

## Obras
- com Christopher John Ash: Computable structures and the hyperarithmetical hierarchy, Studies in Logic and the Foundations of Mathematics, Volume 144, North-Holland 2000